# Buzluq
Buzluq è un comune dell'Azerbaigian situato nel distretto di Goranboy. Conta una popolazione di 315 abitanti.